# NGC 4144
NGC 4144 је спирална галаксија у сазвежђу Велики медвед која се налази на NGC листи објеката дубоког неба.
Деклинација објекта је + 46° 27' 26" а ректасцензија 12h 9m 59,3s. Привидна величина (магнитуда) објекта NGC 4144 износи 11,3 а фотографска магнитуда 12,0. Налази се на удаљености од 6,963 милиона парсека од Сунца. NGC 4144 је још познат и под ознакама UGC 7151, MCG 8-22-77, CGCG 243-48, IRAS 12074+4644, PGC 38688.